# David Liss

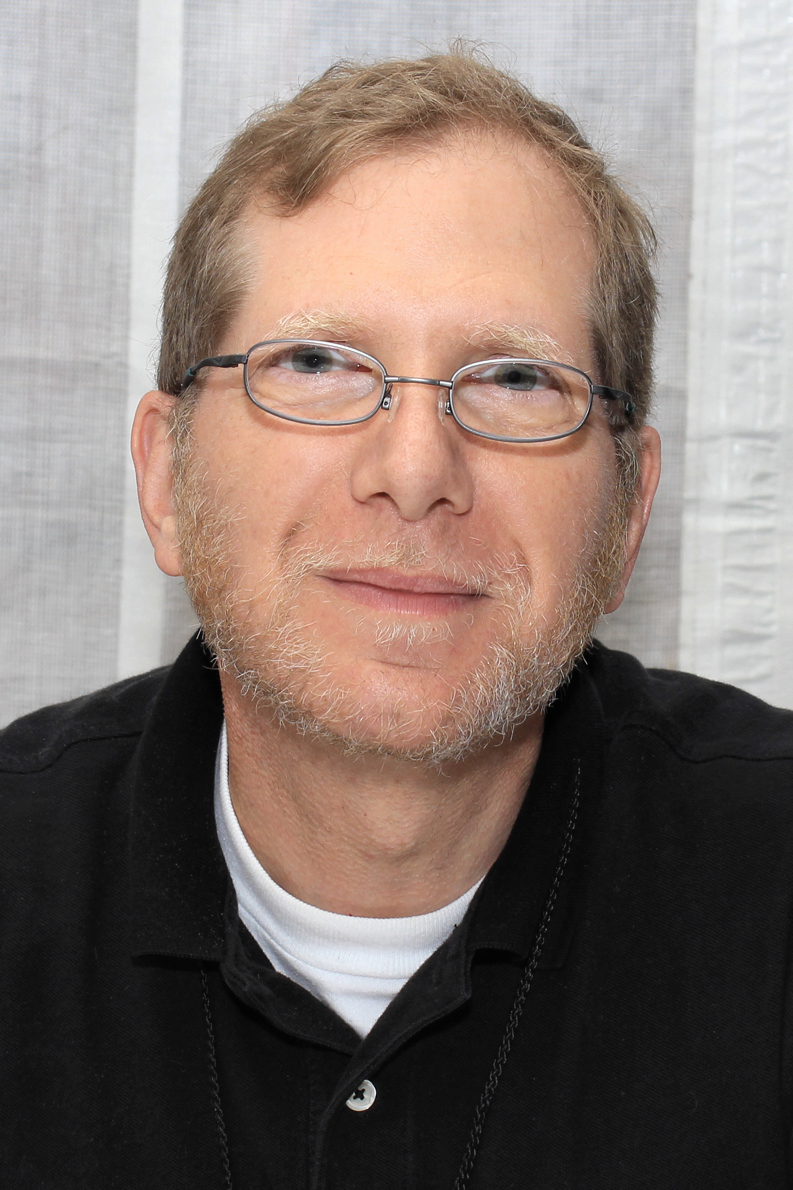
David Liss (2016)

David Liss (* 16. März 1966 in New Jersey) ist ein US-amerikanischer Schriftsteller jüdischen Glaubens.
Der bekennende Veganer lebte zeitweilig in San Antonio, Texas, ist verheiratet und hat ein Kind. Sein Studium führte ihn vom „B.A.“ an der Syracuse University zum „M.A.“ an der Georgia State University und zu einem Promotionsstudium an der Columbia University mit dem Forschungsthema Britische Literatur und Kultur des 18. Jahrhunderts.
Er hat mehrere Romane veröffentlicht. Für sein Erstlingswerk A Conspiracy of Paper erhielt er 2001 den Edgar Allan Poe Award und den Barry Award. Hauptdarsteller in drei seiner Bücher (Die Papier-Verschwörung, Die Falschspieler und Die Teufelsgesellschaft) ist der ehemalige Boxer und spätere Privatdetektiv Benjamin Weaver, das schwarze Schaf einer jüdischen Kaufmannsfamilie im London des frühen 18. Jahrhunderts.
Der erste Band Die Papier-Verschwörung wurde auch als Teil der zwölfbändigen Zeit-Edition Historische Kriminalromane in Zusammenarbeit mit dem Edel Verlag im Jahr 2010 wiederveröffentlicht.

## Kritik
- Zum Roman Die Papierverschwörung: Der 1966 geborene Amerikaner ist ein begnadeter Historienautor und kenntnisreicher Historiker, der es vortrefflich versteht, Spannung in einem knochentrockenen Sujet zu erkennen und zu entwickeln. Der erste Börsencrash der Geschichte warf seine Schatten voraus – und David Liss machte einen phantastischen Krimi mit diesem Material, der zudem das Leben der Juden in der ersten Hälfte des 18. Jahrhunderts brillant auf die Bühne der Literatur brachte.[2]

## Werke
- Die Papier-Verschwörung. Roman („A Conspiracy of Paper“). Btb, München 2002, ISBN 978-3-442-73068-1.
- Der Kaffeehändler. Roman („The Coffee Trader“). Btb, München 2007, ISBN 978-3-442-73652-2.
- Die Falschspieler. Roman („A Spectacle of Corruption“). Btb, München 2006, ISBN 978-3-442-73589-1.
- Die Teufelsgesellschaft. Roman („The Devil's Company“). Btb, München 2008, ISBN 978-3-442-73692-8.
- The Ethical Assassin. A novel. Ballantine Books, New York 2006, ISBN 978-1-400-06421-2.
- The Whiskey rebels. A. novel. Random House, New York 2008, ISBN 978-1-400-06420-5.
- The Twelfth Enchantment. A. novel. Random House, New York 2011, ISBN  978-1-400-06896-8.
- The Day of Atonement. A. novel. Random House, New York 2014, ISBN  978-1-400-06897-5.
- Randoms. A. novel. Simon & Schuster Books for Young Readers, New York 2015, ISBN  978-1-481-41779-2.
- Rebels. A. novel. Simon & Schuster Books for Young Readers, New York 2016, ISBN  978-1-481-41782-2.
- Renegades. A. novel. Simon & Schuster Books for Young Readers, New York 2017, ISBN  978-1-481-41785-3.
- Spider-Man: Hostile Takeover. A. novel. Marvel, New York 2018, ISBN  978-1-785-65975-1.
- Peculiarities. A. novel. Tachyon Publications, San Francisco 2021, ISBN  978-1-616-96358-3.